# Министерство стратегического планирования Израиля
Министерство стратегического планирования Израиля (ивр. משרד לנושאים אסטרטגיים‎) — правительственное учреждение Израиля, созданное в 2006 году.

## История
В ходе коалиционных переговоров между партиями Кадима и Наш дом Израиль в 2006 году Авигдор Либерман потребовал у премьер-министра Эхуда Ольмерта портфель министра внутренней безопасности. В силу некоторых причин, в частности, полицейского расследования против Либермана, это было невозможно, и Ольмерт предложил создать новое министерство специально для Авигдора Либермана. Министерство стратегического планирования ответственно за Бюро по связям Натив и занимается иранской ядерной угрозой.
В 2008 году, в связи с выходом партии Наш дом Израиль из коалиции, министерство было расформировано, но в 2009 воссоздано вновь.

## Министры стратегического планирования
| Имя              | Года                    | Партия          |
| ---------------- | ----------------------- | --------------- |
| Авигдор Либерман | 30.10.2006 — 16.01.2008 | Наш дом Израиль |
| Эхуд Ольмерт     | 16.01.2008 — 13.04.2008 | Кадима          |
| Моше Яалон       | 6.05.2009 — 18.03.2013  | Ликуд           |
| Юваль Штайниц    | 18.03.2013 — 14.05.2015 | Ликуд           |
| Зеэв Элькин      | 14.05.2015 — 25.05.2015 | Ликуд           |
| Гилад Эрдан      | 25.05.2015 — 17.05.2020 | Ликуд           |
| Орит Фаркаш-Коэн | 17.05.2020 — 30.11.2020 | Кахоль-лаван    |
| Михаэль Битон    | 30.11.2020 — 13.06.2021 | Кахоль-лаван    |
| Яир Лапид        | 13.06.2021 — 03.08.2021 | Еш Атид         |
| Рон Дермер       | c 29.12.2022            | Ликуд           |